# Liste der Municipios in Zacatecas

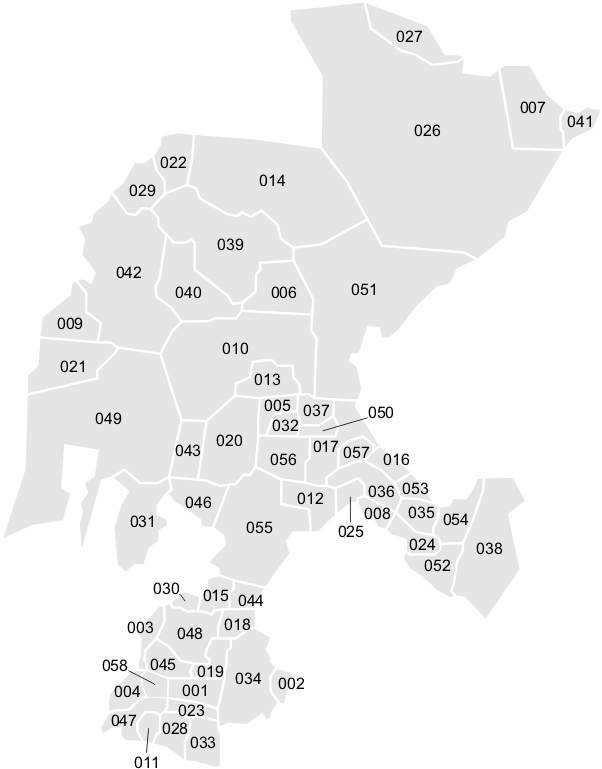
Lage der Municipios des Bundesstaates Zacatecas

Der mexikanische Bundesstaat Zacatecas ist in 58 Verwaltungsbezirke (Municipios) unterteilt. Die Verwaltungsbezirke werden aus 4.496 Ortschaften (span. Localidades) (davon 86 urbane = städtische) gebildet. Zu den ländlichen Gemeinden (Pueblos) zählen ebenso Farmen (Ranchos, Haziendas) und andere alleinstehende Gebäude (Mühlen, Poststationen, Tankstellen usw.). Die Zahl der Ortschaften ist in den letzten Jahren rückläufig (2000: 4.882; 2010: 4.672).
| Schlüs- sel            | Municipio                     | Verwaltungssitz (Cabecera Municipal) | Fläche [km²] | Einwohnerzahl | Einwohnerzahl | Einwohnerzahl | Bevöl- kerungs- dichte [Ew. pro km²] | Anzahl der Orte (Localidades) |
| Schlüs- sel            | Municipio                     | Verwaltungssitz (Cabecera Municipal) | Fläche [km²] | 2000          | 2010          | 2020          | Bevöl- kerungs- dichte [Ew. pro km²] | Anzahl der Orte (Localidades) |
| ---------------------- | ----------------------------- | ------------------------------------ | ------------ | ------------- | ------------- | ------------- | ------------------------------------ | ----------------------------- |
| 001                    | Apozol                        | Apozol                               | 292,84       | 7.371         | 6.314         | 6.260         | 21,4                                 | 49                            |
| 002                    | Apulco                        | Apulco                               | 202,49       | 4.976         | 5.005         | 4.942         | 24,4                                 | 33                            |
| 003                    | Atolinga                      | Atolinga                             | 281,23       | 3.199         | 2.692         | 2.277         | 8,1                                  | 24                            |
| 004                    | Benito Juárez                 | Florencia                            | 328,82       | 4.368         | 4.372         | 4.493         | 13,7                                 | 23                            |
| 005                    | Calera                        | Víctor Rosales                       | 387,44       | 31.897        | 39.917        | 45.759        | 118,1                                | 99                            |
| 006                    | Cañitas de Felipe Pescador    | Cañitas de Felipe Pescador           | 449,47       | 8.522         | 8.239         | 8.255         | 18,4                                 | 12                            |
| 007                    | Concepción del Oro            | Concepción del Oro                   | 2.418,24     | 11.728        | 12.803        | 12.115        | 5,0                                  | 60                            |
| 008                    | Cuauhtémoc                    | San Pedro Piedra Gorda               | 324,38       | 10.824        | 11.915        | 13.466        | 41,5                                 | 28                            |
| 009                    | Chalchihuites                 | Chalchihuites                        | 900,90       | 11.927        | 10.565        | 10.086        | 11,2                                 | 70                            |
| 010                    | Fresnillo                     | Fresnillo                            | 5.092,47     | 183.236       | 213.139       | 240.532       | 47,2                                 | 544                           |
| 011                    | Trinidad García de la Cadena  | Trinidad García de la Cadena         | 307,11       | 3.547         | 3.013         | 3.362         | 10,9                                 | 35                            |
| 012                    | Genaro Codina                 | Genaro Codina                        | 794,78       | 7.974         | 8.104         | 8168          | 10,3                                 | 54                            |
| 013                    | General Enrique Estrada       | General Enrique Estrada              | 197,71       | 5.486         | 5.894         | 6.644         | 33,6                                 | 31                            |
| 014                    | General Francisco R. Murguía  | Nieves                               | 4.835,83     | 23.112        | 21.974        | 20.191        | 4,2                                  | 71                            |
| 015                    | El Plateado de Joaquín Amaro  | El Plateado de Joaquín Amaro         | 353,58       | 2.018         | 1.609         | 1.579         | 4,5                                  | 20                            |
| 016                    | General Pánfilo Natera        | General Pánfilo Natera               | 442,07       | 21.689        | 22.346        | 23.526        | 53,2                                 | 44                            |
| 017                    | Guadalupe                     | Guadalupe                            | 817,02       | 109.066       | 159.991       | 211.740       | 259,2                                | 125                           |
| 018                    | Huanusco                      | Huanusco                             | 372,30       | 5.254         | 4.306         | 4.547         | 12,2                                 | 52                            |
| 019                    | Jalpa                         | Jalpa                                | 717,87       | 23.470        | 23.557        | 25.296        | 35,2                                 | 130                           |
| 020                    | Jerez                         | Jerez de García Salinas              | 1.543,36     | 54.757        | 57.610        | 59.910        | 38,8                                 | 154                           |
| 021                    | Jiménez del Teul              | Jiménez del Teul                     | 1.171,09     | 5.235         | 4.584         | 4.465         | 3,8                                  | 41                            |
| 022                    | Juan Aldama                   | Juan Aldama                          | 623,59       | 19.387        | 20.543        | 19.749        | 31,7                                 | 17                            |
| 023                    | Juchipila                     | Juchipila                            | 338,58       | 12.669        | 12.284        | 12.251        | 36,2                                 | 30                            |
| 024                    | Loreto                        | Loreto                               | 429,12       | 39.921        | 48.365        | 53.709        | 125,2                                | 90                            |
| 025                    | Luis Moya                     | Luis Moya                            | 176,88       | 11.418        | 12.234        | 13.184        | 74,5                                 | 47                            |
| 026                    | Mazapil                       | Mazapil                              | 12.116,57    | 17.860        | 17.813        | 17.774        | 1,5                                  | 152                           |
| 027                    | Melchor Ocampo                | Melchor Ocampo                       | 1.881,41     | 2.720         | 2.662         | 2.736         | 1,5                                  | 28                            |
| 028                    | Mezquital del Oro             | Mezquital del Oro                    | 486,49       | 3.004         | 2.584         | 2451          | 5,0                                  | 52                            |
| 029                    | Miguel Auza                   | Miguel Auza                          | 1.105,83     | 21.671        | 22.296        | 23.713        | 21,4                                 | 66                            |
| 030                    | Momax                         | Momax                                | 161,81       | 2.916         | 2.529         | 2.446         | 15,1                                 | 19                            |
| 031                    | Monte Escobedo                | Monte Escobedo                       | 1599,69      | 9.702         | 8.929         | 8.683         | 5,4                                  | 139                           |
| 032                    | Morelos                       | Morelos                              | 180,92       | 9.755         | 11.493        | 13.207        | 73,0                                 | 2                             |
| 033                    | Moyahua de Estrada            | Moyahua de Estrada                   | 540,25       | 5.704         | 4.563         | 4.530         | 8,4                                  | 43                            |
| 034                    | Nochistlán de Mejía           | Nochistlán de Mejía                  | 877,66       | 29.282        | 27.932        | 27.945        | 31,8                                 | 137                           |
| 035                    | Noria de Ángeles              | Noria de Ángeles                     | 408,48       | 13.814        | 15.607        | 16.284        | 39,9                                 | 36                            |
| 036                    | Ojocaliente                   | Ojocaliente                          | 644,81       | 38.219        | 40.740        | 44.144        | 68,5                                 | 103                           |
| 037                    | Pánuco                        | Pánuco                               | 682,29       | 13.985        | 16.875        | 17.577        | 25,8                                 | 145                           |
| 038                    | Pinos                         | Pinos                                | 3.168,63     | 64.415        | 69.844        | 72.241        | 22,8                                 | 297                           |
| 039                    | Río Grande                    | Río Grande                           | 1.838,7      | 59.330        | 62.693        | 64.535        | 35,1                                 | 71                            |
| 040                    | Sain Alto                     | Sain Alto                            | 1.414,98     | 20.775        | 21.533        | 21.844        | 15,4                                 | 53                            |
| 041                    | El Salvador                   | El Salvador                          | 623,86       | 3.101         | 2.710         | 2.509         | 4,0                                  | 24                            |
| 042                    | Sombrerete                    | Sombrerete                           | 3.632,97     | 61.652        | 61.188        | 63.665        | 17,5                                 | 174                           |
| 043                    | Susticacán                    | Susticacán                           | 199,60       | 1.346         | 1.360         | 1.365         | 6,8                                  | 8                             |
| 044                    | Tabasco                       | Tabasco                              | 410,19       | 15.681        | 15.656        | 16.588        | 40,4                                 | 52                            |
| 045                    | Tepechitlán                   | Tepechitlán                          | 544,44       | 8.972         | 8.215         | 8.321         | 15,3                                 | 49                            |
| 046                    | Tepetongo                     | Tepetongo                            | 724,53       | 8.446         | 7.090         | 6.490         | 9,0                                  | 42                            |
| 047                    | Teúl de González Ortega       | Teúl de González Ortega              | 679,47       | 9.174         | 5.506         | 5.356         | 7,9                                  | 34                            |
| 048                    | Tlaltenango de Sánchez Román0 | Tlaltenango de Sánchez Román0        | 745,96       | 23.456        | 25.493        | 27.302        | 36,6                                 | 76                            |
| 049                    | Valparaíso                    | Valparaíso                           | 5.708,36     | 35.048        | 33.323        | 32.461        | 5,7                                  | 213                           |
| 050                    | Vetagrande                    | Vetagrande                           | 159,96       | 7.228         | 9.353         | 10.276        | 64,2                                 | 15                            |
| 051                    | Villa de Cos                  | Villa de Cos                         | 6.669,43     | 32.125        | 34.328        | 34.623        | 5,2                                  | 198                           |
| 052                    | Villa García                  | Villa García                         | 341,74       | 14.443        | 18.269        | 19.525        | 57,1                                 | 54                            |
| 053                    | Villa González Ortega         | Villa González Ortega                | 431,94       | 11.870        | 12.893        | 13.208        | 30,6                                 | 31                            |
| 054                    | Villa Hidalgo                 | Villa Hidalgo                        | 375,36       | 15.746        | 18.490        | 19.446        | 51,8                                 | 47                            |
| 055                    | Villanueva                    | Villanueva                           | 2.179,16     | 32.140        | 29.395        | 31.558        | 14,5                                 | 117                           |
| 056                    | Zacatecas                     | Zacatecas                            | 441,53       | 123.899       | 138.176       | 149.607       | 338,8                                | 71                            |
| 057                    | Trancoso                      | Trancoso                             | 220,81       | 13.080        | 16.934        | 20.455        | 92,6                                 | 22                            |
| 058                    | Santa María de la Paz         | Santa María de la Paz                | 278,35       | –             | 2.821         | 2.767         | 9,9                                  | 19                            |
| 32 Estado de Zacatecas | 32 Estado de Zacatecas        | Zacatecas                            | 075.275,34   | 01.353.610    | 01.490.668    | 01.622.138    | 21,5                                 | 4.496                         |